# Postmortale Eheschließung
Die postmortale Eheschließung (frz. mariage posthume) erlaubt im französischen Recht posthum die Eheschließung erst nach dem Tod eines der beiden Brautleute. Sie stellt eine Ausnahme von dem Grundsatz dar, dass die Eheschließenden die Erklärungen, die Ehe miteinander eingehen zu wollen, persönlich und bei gleichzeitiger Anwesenheit abgeben müssen (Art. 146 Code civil, vgl. zum deutschen Eherecht § 1311 BGB).

## Rechtsgeschichte
Die postmortale Eheschließung wurde in Frankreich während des Ersten Weltkriegs eingeführt. Eine ähnliche Möglichkeit gab es mit der Leichentrauung nach deutschem Recht während des Zweiten Weltkriegs.

## Heutige Rechtslage
In Frankreich war die postmortale Eheschließung anfangs nur für Kriegszeiten vorgesehen. Sie wurde 1959 auch für Friedenszeiten ermöglicht. Nach dem Dammbruch von Malpasset am 2. Dezember 1959, der über 420 Todesopfer gefordert hatte, wurde die postmortale Eheschließung auf öffentlichen Druck von Präsident de Gaulle in den Code civil aufgenommen. Anlass für diese Gesetzesänderung war der Fall der Frau Irene Jodard, deren Verlobter André Capra bei dem Dammbruch ums Leben gekommen war. Irene erwartete ein Kind von André und hätte ihn 15 Tage nach dem Unglück heiraten wollen.
Die postmortale Eheschließung hatte zunächst weder die güter- noch die erbrechtlichen Folgen einer Ehe, sollte aber der Kindsmutter und dem Nasciturus den rechtlichen und gesellschaftlichen Makel einer unehelichen Geburt ersparen. Sie dient heute vor allem dem emotionalen Bedürfnis des überlebenden Partners nach Nähe und Verbundenheit mit dem Verstorbenen sowie der Einlösung des Eheversprechens auch über den Tod hinaus.

### Voraussetzungen und Verfahren
Die postmortale Eheschließung ist nur bei Vorliegen außergewöhnlicher Umstände zulässig, wie einem plötzlichen Unfalltod, nachdem bereits konkrete Vorbereitungen zur baldigen Eheschließung getroffen worden waren. Außerdem müssen gewichtige Gründe vorliegen, die Ehe ausnahmsweise postmortal zu schließen. Eine Schwangerschaft genügt dafür heute nicht mehr.
Ein Dispens muss bei dem französischen Staatspräsidenten beantragt werden, der über die Staatskanzlei das örtlich zuständige Landgericht mit der Sachverhaltsermittlung beauftragt. Es müssen bereits vor dem Todesfall ernsthafte Heiratsabsichten bestanden haben wie die Bestellung des Aufgebots. Die Todesumstände sind durch öffentliche Dokumente nachzuweisen, ebenso der Heiratswille des Verstorbenen durch Vorlage der auch für eine reguläre Eheschließung erforderlichen Unterlagen, etwa einer Bescheinigung über die in Frankreich übliche voreheliche medizinische Untersuchung (certificats prénuptiaux), die nicht älter als drei Monate sein darf. Eventuelle Einwendungen Dritter, insbesondere Familienangehöriger gegen die Eheschließung sind zu berücksichtigen (Art. 172 ff. Code civil).
Der Staatspräsident trifft jeweils eine Einzelfallentscheidung nach Würdigung aller Umstände. Jährlich werden rund 50 Gesuche gestellt.

### Rechtsfolgen
Der Tag der Eheschließung wird vor das Todesdatum zurückdatiert. Der lebende Ehegatte gilt familienstandsrechtlich als verwitwet, da die Ehe mit dem Tod endet (Art. 227 Code Civil). Ihm stehen heute die ehe- und sozialversicherungsrechtlichen Versorgungsansprüche eines Verwitweten zu. Gemeinsame Kinder gelten als ehelich geboren (Art. 331 Code Civil). Die postmortale Eheschließung hatte bis zu einer Gesetzesänderung im Jahr 2001 außerdem dieselben erbrechtlichen Folgen wie eine reguläre Ehe.
In Frankreich ist der Fortbestand der postmortalen Eheschließung rechtspolitisch umstritten, seit nichtehelich geborene Kinder rechtlich nicht mehr benachteiligt sind und eine Vaterschaft auch ohne Eheschließung rechtsverbindlich festgestellt werden kann. Manchem Kritiker stellt sich eine postmortal geschlossene Ehe als nicht mehr zeitgemäße Scheinehe dar.